# Afrobeats
Afrobeats , även känt som Afropop och Afrofusion, är en paraplyterm för samtida popmusik gjord i Västafrika och diasporan, som ursprungligen utvecklades i Nigeria, Ghana, och  Storbritannien under 2000- och 2010-talet. Afrobeats är mindre en stil i sig, och mer en term för fusionen av olika musikstilar från Ghana och Nigeria. Genrer såsom hiplife, jùjú music, highlife och naija beats m.fl, är ofta placerade under  'afrobeats'-paraplyt.